# 徐元孝
徐元孝（？—？），字子順，直隸順天府大興縣民籍，浙江紹興府餘姚縣人，明朝政治人物。

## 生平
正德十四年（1519年）己卯科順天鄉試舉人。嘉靖二年（1523年）任山西榆次縣教諭，曾典四川鄉試。擢平陸縣知縣，入祀名宦祠。